# Teistungen
Teistungen est une commune allemande située dans l'arrondissement d'Eichsfeld en Thuringe.

## Géographie

Situation de Teistungen dans l'arrondissement

Teistungen est située dans le nord de l'arrondissement, à la limite avec l'arrondissement de Göttingen, sur la Hahle. La ville est le siège de la Communauté d'administration de Lindenberg-Eichsfeld et se trouve à 10 km au nord de Worbis et à 14 km au nord-est de Heilbad Heiligenstadt, le chef-lieu de l'arrondissement. La commune est composée des trois villages de Teistungen (1 715 habitants), Böseckendorf (252 habitants) et Neuendorf (603 habitants).
Communes limitrophes (en commençant par le nord et dans le sens des aiguilles d'une montre) : Duderstadt, Wehnde, Tastungen, Ferna, Hundeshagen, Berlingerode, Reinholterode et Glasehausen.

## Histoire
La première mention écrite du village de Teistungen date de 1090 tandis que Böseckendorf apparaît en 1250 et Neuendorf en 1274. Une abbaye cistercienne féminine dépendant de l'abbaye de Beuren (près de Leinefelde était implantée à Teistungen. Puis les seigneurs de Westernhagen construisirent deux manoirs dans le village.
Teistungen a appartenu à l'Électorat de Mayence jusqu'en 1802 et à son incorporation à la province de Saxe dans le royaume de Prusse (arrondissement de Worbis).
La commune fut incluse dans la zone d'occupation soviétique après la Seconde Guerre mondiale avant de rejoindre le district d'Erfurt en RDA jusqu'en 1990. Le 1er avril 1999, les trois communes de Tesitungen, de Bôseckendorf (avec le hameau de Bleckenrode) et de Neuendorf fusionnaient pour donner naissance à la nouvelle commune de Teistungen.

## Démographie
Commune de Teistungen dans ses limites actuelles :
| 1910  | 1933  | 1939  | 2000  | 2005  | 2010  |
| ----- | ----- | ----- | ----- | ----- | ----- |
| 2 014 | 2 263 | 2 210 | 2 528 | 2 588 | 2 487 |

## Personnalités liées à la ville
- Louis von Rothmaler (1814-1884), général né à Teistungen

## Jumelage
- Dobšiná (Slovaquie) dans la région de Košice.

## Monument
- Musée du Rideau de fer, créé en 1995.